# 黄之锋：青年人物对抗超级强权
是2017年纪录片，记录了香港青年社會運動领袖黄之锋率领学生组织學民思潮反对德育及國民教育科，及后来参与讓愛與和平佔領中環运动、雨傘革命的历程。影片于2017年圣丹斯电影节首映，同年5月26日上线Netflix。
影片获得第29届美国制片人工会奖最佳纪录片奖提名。